# Bobby Hackett

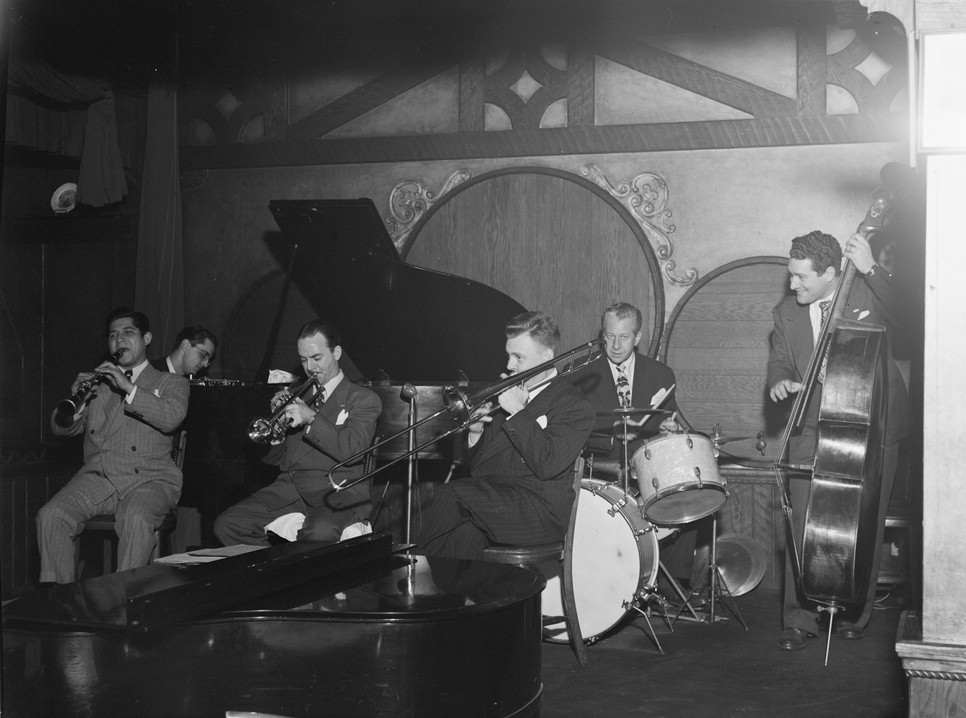
Ernie Caceres, Bobby Hackett, Freddie Ohms e George Wettling, Nick's, NYC, anni 1940.
Photografia di William P. Gottlieb.

Robert Leo Hackett, detto Bobby (Providence, 31 gennaio 1915 – Chatham, 7 giugno 1976), è stato un trombettista e chitarrista statunitense.

## Biografia
Bobby Hackett nacque a Providence, nel Rhode Island. 
Si fece conoscere come erede del leggendario cornettista Bix Beiderbecke: Benny Goodman lo scritturò per riproporre il famoso assolo di Bix, "I'm Coming Virginia", nel concerto che tenne nel 1938 alla Carnegie Hall.
Alla fine degli anni 1930 Hackett suonava la tromba nell'orchestra di Vic Schoen che accompagnava le Andrews Sisters. 
Inoltre, Bobby Hackett può essere ascoltato nella colonna sonora del film 1940 di Fred Astaire, Second Chorus.
Nel 1939 la MCA chiese a Bobby Hackett di costituire una grande orchestra. Sfortunatamente il progetto non andò a buon fine e Hackett si trovò a non poter restituire alla MCA il finanziamento ricevuto. Dovette pertanto entrare nelle orchestre di Horace Heidt e Glenn Miller per pagare questo debito.
A peggiorare le cose, il suo labbro era in cattive condizioni dopo un intervento di chirurgia dentale, rendendo difficile suonare la tromba o cornetta. Glenn Miller gli venne in soccorso offrendogli un lavoro come chitarrista con la Miller Band. Nonostante i suoi problemi alle labbra, Hackett fu in grado di suonare occasionalmente qualche assolo, e poté suonare il famoso "A String of Pearls" con la Glenn Miller Orchestra
Un sogno divenne realtà con la sua inclusione nella Town Hall Jazz Concert di Louis Armstrong nel 1947.
Durante gli anni 1950, egli realizzò una serie di album con una grande orchestra d'archi, prodotti da Jackie Gleason, esibendo un suono puro da sogno. 
Nel 1965, Bobby Hackett compì una tournée con Tony Bennett e nel 1966 e 1967 accompagnò Bennett in due giri di concerti in Europa.
Nei primi anni 1970, Hackett si esibì, separatamente, con Dizzy Gillespie e Teresa Brewer.
Hackett si sposò due volte. La seconda volta con Edna, da una data sconosciuta fino alla sua morte. Ebbero due figli: Barbra Hackett (deceduta) e Ernie Hackett.
Massone, divenne maestro nella Loggia St. Cecile n. 568, una loggia di artisti.
Egli era un incallito fumatore e questo gli procurò seri problemi di salute. Nel giugno del 1976, appena uscito dall'ospedale, suonò in un concerto. La notte seguente morì, per un attacco cardiaco.

## Discografia parziale

### As leader
- 1930-40 - Chronological (Classics,  ?)
- 1943-47 - Chronological (Classics,  ?)
- 1948-54 - Chronological (Classics,  ?)
- 1950.08 - Jazz Session (CBS, 1980)

- 1953-54 - Soft Lights and Bobby Hackett (Capitol, 1954)
- 1954? - In a Mellow Mood (Capitol, 1955)
- 1955.10 - Coast Concert (Capitol, 1956)
- 1957.03 - Gotham Jazz Scene (Capitol, 1957)
- 1956? - Rendezvous (Capitol, 1957)
- ???? Bobby Hackett At The Embers (Capitol, 1958)
- ???? Don't Take Your Love from Me (Capitol, 1958)
- ???? Jazz Ultimate with Jack Teagarden (Capitol, 1958)
- ???? The Bobby Hackett Quartet (Capitol, 1959)
- ???? Blues with a Kick (Capitol, 1959)
- ???? Hawaii Swings (Capitol, 1960)
- ???? Dream Awhile (Columbia, 1960)
- ???? The Most Beautiful Horn in the World (Columbia, 1962)
- ???? Night Love (Columbia, 1962)
- ???? Bobby Hackett Plays Henry Mancini (Epic, 1962)
- ???? Plays the Music of Bert Kaempfert (Epic, 1964)
- ???? Hello Louis!: Plays the Music of Louis Armstrong (Epic, 1964)
- ???? Trumpets' Greatest Hits (Epic, 1965)
- ???? A String of Pearls (Epic, 1965)
- ???? Trumpet de Luxe with Billy Butterfield (CBS [Japan], 1966)
- 1967.01 - Creole Cookin (Verve, 1967)
- 1967 - That Midnight Touch (Project 3, 1967)
- 1967 - A Time for Love (Project 3, 1967)
- 1967.08 - Bobby/Billy/Brazil (Verve, 1968)
- 1968.11 - This Is My Bag (Project 3, 1969)
- 1969.04-05 - Live at the Roosevelt Grill Voll. 1-4 (Chiaroscuro, 1970) Vol. 1 ristampato come Featuring Vic Dickenson at the Roosevelt Grill (Chiaroscuro, 1977)
- 1970? - The Bobby Hackett Four with Dave McKenna (Hyannisport, 1972)
- 1972? - Bobby Hackett and Vic Dickenson at the Royal Box (Hyannisport, 1972)
- 1973 - What a Wonderful World (Flying Dutchman, 1973)
- 1974.08 - Strike Up the Band (Flying Dutchman, 1975)
- 1973.05 - Live in New Orleans (Riff, 1976) With Ted Easton's Jazzband
- 1975 - Butterfly Airs Vol. 1 (Honey Dew, 1977)
- 1975 - Butterfly Airs Vol. 2 (Honey Dew, 1977)
- 1976 - Tin Roof Blues (Honey Dew, 1977)

### Come sideman
con Jackie Gleason
- Music for Lovers Only (Capitol, 1952)
- Music to Make You Misty (Capitol, 1953)
- Music, Martinis, and Memories (Capitol, 1954)
- Jackie Gleason Presents Autumn Leaves (Capitol, 1955)
- Music to Remember Her (Capitol, 1955)
- Music to Change Her Mind (Capitol, 1956)
- Jackie Gleason Presents Music for the Love Hours (Capitol, 1957)
- Jackie Gleason Presents Lush Musical Interludes for That Moment (Capitol, 1959)
- The Most Beautiful Girl in the World (Pickwick/33, 1967)

Con altri
- Glenn Miller, A String of Pearls (Bluebird, 1941)
- Glenn Miller, Rhapsody in Blue (Victor, 1942)Frankie Laine 1955 'Te Amo'

- Louis Armstrong, Town Hall (RCA Victor, 1957)
- Eddie Condon, Bixieland (accreditato come Pete Pesci, Columbia, 1955)
- Eddie Condon, Midnight in Moscow (Epic, 1962)
- Eddie Condon, Eddie Condon On Stage (Saga, 1973)
- Dizzy Gillespie, Giants (Perception, 1971)
- Benny Goodman, The Famous 1938 Carnegie Hall Jazz Concert (Columbia, 1950)
- Tony Bennett, The Very Thought of You (Columbia, 1965)
- Tony Bennett, A Time for Love (Columbia, 1966)
- Teresa Brewer, Good News (Signature, 1974)
- Ruth Brown, Ruth Brown (Atlantic, 1957)
- Jim Cullum Jr., Goose Pimples (Audiophile, 1967)
- Bill Kenny, I Don't Stand a Ghost of a Chance with You (Decca, 1951)
- Frank Sinatra, I've Got a Crush on You (Columbia, 1947)
- Frank Sinatra, Body and Soul (Columbia, 1947)
- Jack Teagarden, Jack Teagarden!!! (Verve, 1962)
- Lee Wiley, Night in Manhattan (Columbia, 1955)

## Filmografia
- Saturday Night Swing Club, 1938, Warner-Vitaphone production.
- Orchestra Wives, 1942, Twentieth-Century Fox.

## Televisione
- Henny and Rocky Show, 1956.